# Австрийска кухня
Австрийска кухня (на немски език: Österreichische Küche) е националната кухня на Австрия, която често погрешно е свързвана само с Виенската кухня. Австрийската кухня обаче е концептуално по-широкообхватна, като са налице значителни регионални различия. Счита се за една от най-разнообразните и мултинационални кухни в Европа, а нейните кулинарни традиции идват още от Австро-унгарската империя, като се усеща силното влияние на немската (в частност от баварската), унгарската, чешката и италианската и балканската кухня.
Австрийската кухня е известна по света, особено със своите сладкиши и лакомства.

## Хранене
Закуската в австрийската кухня заема важно място, и е тип „континентална закуска“, обикновено се състои от кайзер питки  с мармалад, студени меса и сирена, придружен от кафе, чай или сок.
Обедно хранене е основното за деня в австрийската традиция, но тъй като в наши дни австрийците работят повече часове далеч от дома си, това вече не е така и може да се каже, че основно ястие в съвременността е вечерята.
Предобедната и следобедната закуска често включва филия хляб, гарнирана със сирене или шунка и се нарича „Jause“ („Яузе“).

## Месото в австрийската кухня
Най-популярните видове месо в Австрия са свинско, говеждо и пилешкото месо. Известният Виенски шницел традиционно се приготвя от телешко месо. Свинското месо се използва широко, като в много ястия се използва карантия и субпродукти, като зурлата и приготвянето на пача.
Австрийските месари използват редица специални разфасовки на месото, включително „Tafelspitz“ (говеждо), и „Fledermaus“ (свинско), кръстено на своята форма, която прилича на прилеп.
Австрийската кухня има много различни колбаси, като „Франкфуртер“, „Дебрецинер“ (по името на град Дебрецен, Унгария), „Burnwurst“, „Blunzn“, направени от свинско месо и кръв (вид кървавица) и „Grüne Würstl“ (зелен колбас). Беконът в Австрия, се нарича „Speck“, като той може да бъде опушен, осолен, с подправки и др., и се използва в много традиционни рецепти като подправка.

## Сладки изделия
Австрийските торти и сладкиши са добре известни като характерни за австрийската кухня, те се отличават с висока сложност на приготвяне. Може би най-известна от тях е шоколадената торта Сахер.

### Десерти
Австрийските десерти обикновено са по-лесни за приготвяне от сложните и изобилстващи от детайли торти.
Най-известният от тях е ябълковият щрудел, приготвен от тънки слоеве тесто, в които е завит пълнеж от ябълка, обикновено смесена с канела и стафиди. Други видове щрудел също са популярни, като например тези, с плънка от подсладена извара, наречен „Topfen“, такъв с пълнеж от вишни (Weichselstrudel), череши и щрудел с маково семе (Mohnstrudel).
Друг известен десерт е „Kaiserschmarrn“ – сладки пухкави палачинки, направени със стафиди и други плодове, разбити на парчета и поднесени с плодов компот (традиционно от сливи, наречен Zwetschkenröster) в който се потапят. Специалитет на Залцбург е вид „целувки“, нарачени „Salzburger Nocken“.